# Mikkel Qvist
Mikkel Qvist (Bogotá, Colombia; 22 de abril de 1994) es un futbolista colombiano nacionalizado danés. Juega de mediocampista y su equipo actual es el KA Akureyri de la Úrvalsdeild Karla de Islandia.

## Clubes

### Formativas
| Club      | País      | Año         |
| --------- | --------- | ----------- |
| Aarhus GF | Dinamarca | 2002 - 2012 |

### Profesional
| Club        | País      | Año           |
| ----------- | --------- | ------------- |
| Aarhus GF   | Dinamarca | 2012          |
| IF Lyseng   | Dinamarca | 2012 - 2017   |
| AC Horsens  | Dinamarca | 2017-2020     |
| KA Akureyri | Islandia  | 2020          |
| HB Køge     | Dinamarca | 2021          |
| KA Akureyri | Islandia  | 2021-presente |